# Täätsi
Täätsi – wieś w Estonii, w prowincji Sarema, w gminie Leisi.